# Parafia Matki Bożej Anielskiej w Łączanach
Parafia pod wezwaniem Matki Bożej Anielskiej w Łączanach – parafia rzymskokatolicka w Łączanach należąca do dekanatu Zator archidiecezji krakowskiej. 

## Historia
W październiku 1939 roku archidiecezja krakowska został podzielona. Większość parafii znalazła się w Generalnym Gubernatorstwie, ale zachodnia część archidiecezji została oddzielona od metropolii i wcielona do Rzeszy. Na terenie rzeszy znalazły się Spytkowice i parafia św. Katarzyny do której należeli wierni z Łączan. Aby odprawić mszę święta w niedzielę, proboszcz musiał uzyskać specjalna przepustkę pozwalająca na przekroczenie granicy. Ale gdy nasilono represje i Niemcy nie chcieli wydawać pozwolenia, kardynał Sapieha wydzielił teren Łączan z parafii w Spytkowicach tworząc samodzielną placówkę duszpasterską. Pierwszym zarządcą (rektorem) został ks. Władysław Miłaszewski z diecezji pińskiej. 
W 1945 roku parafianie wystąpili do kurii o utworzenie osobnej parafii, jednak nie otrzymali zgody z powodu braku plebanii i propozycji władz cywilnych przyłączenia wiernych z Łączan do parafii w Ryczowie. Parafianie nie wyrazili zgody i w czerwcu 1946 roku rozpoczęli budowę plebanii. Budowę ukończono w 1948 roku. W budynku było mieszkania dla księdza, pokój na bibliotekę i duża sala, prawie dwukrotnie większa od kaplicy rektoralnej. Zaproponowano kurii przeniesienie nabożeństw do sali na plebanii. Uzyskano zgodę, jednak władze cywilne w grudniu 1952 roku usunęły księdza z budynku, zajmując go na potrzeby domu gminnego. 
Dopiero w październiku 1956 roku pozwolono księdzu zamieszkać w budynku plebanii. Starania o uzyskanie prawa własności do budynku i wielokrotnie ponawiane prośby o utworzenie samodzielnej parafii (1956, 1960) nie uzyskały zgody władz cywilnych. W latach 60. XX wieku doszło do porozumienia z władzami, na mocy którego połowę budynku plebanii przeznaczono na cele religijne, a drugą na Wiejski Ośrodek Zdrowia. Wieloletnie starania o zgodę na rozbudowę kaplicy zakończyły się w 1975 roku, gdy we wrześniu wojewoda bialski wydał zgodę. Budowę rozpoczęto w lipcu 1976 roku i ukończono po roku. Nowy kościół (w stanie surowym) został poświęcony przez kardynała Karola Wojtyłę 7 sierpnia 1977 roku.
Po ukończeniu prac wykończeniowych w kościele w marcu 1980 roku ks. Józef Gilek wysłał prośbę o utworzenie parafii. Akt erekcyjny został wydany przez Franciszka Macharskiego 25 października 1980 roku. 

## Proboszczowie
rektorzy kaplicy w Łącznach
- ks. Władysław Miłaszewski (1942–1945)
- ks. Jan Tomala (1945–1952)
- ks. Stanisław Wincenciak 1953
- ks. Edmund Wasilewski 1953
- ks. Ludwik Stec (1953–1961)
- ks. Julian Lachendro (1961–1963)
- ks. Czesław Czubin (1963–1968)
- ks. Ignacy Baran (1968–1974)

Proboszczowie
- ks. Józef Gilek (1974–2000)
- ks. Michał Kliś (2000–2004)
- ks. Stanisław Bętkowski (2004–2011)
- ks. Bogusław Szewczyk (2011–2020)
- ks. Dariusz Mieszczak(2020– )[4]